# Cissus biformifolia
Cissus biformifolia là một loài thực vật hai lá mầm trong họ Nho. Loài này được Standl. miêu tả khoa học đầu tiên năm 1929.